# Lophuromys aquilus
Espèce
Synonymes
- Lophuromys flavopunctatus 
Thomas, 1888 (préféré par UICN)
- Lophuromys brunneus 
Thomas, 1906
- Lophuromys dudui 
W. Verheyen, Hulselmans, Dierckx & E. Verheyen, 2002
- Lophuromys verhageni 
Verheyen, Hulselmans, Dierckx & Verheyen, 2002
- Lophuromys zena 
Dollman, 1909

Statut de conservation UICN

 LC  : Préoccupation mineure
Lophuromys (Lophuromys) aquilus est une espèce de rongeurs de la famille des Muridae. Elle est endémique de République démocratique du Congo.